# Passage Islands (Dusky Sound)
Passage Islands ist eine Inselgruppe im Süden der Region Southland der Südinsel von Neuseeland.

## Geographie
Die Inselgruppe besteht aus einer größeren, rund 13,6 Hektar großen namenlosen Hauptinsel und zwölf unterschiedlich kleinen bewaldeten Inseln oder Felseninseln. Die Gruppe befindet sich im Tamatea / Dusky Sound, rund 1,1 km südlich der östlichen Spitze von Anchor Island. Die 42 m hohe Hauptinsel der Gruppe erstreckt sich über eine Länge von rund 615 m in Ost-West-Richtung und über eine maximale Breite von rund 385 m in Nord-Süd-Richtung. Die nächstgrößere Insel der Gruppe schließt sich mit rund 1,4 Hektar unmittelbar westlich an der Hauptinsel an. Alle anderen Inseln liegen etwas oder weit unterhalb von einem Hektar Größe. Zusammengefasst kommt die gesamte Inselgruppe auf eine Größe von rund 18,4 Hektar.
Alle etwas größeren Inseln sind komplett bewaldet, die kleinen Felseninsel bewachsen, sofern die Topologie es ermöglicht.